# Emirato Islámico de Abyan
El Emirato Islámico de Abyan fue un estado autoproclamado por Al Qaeda en la Península Arábiga (AQAP) en la Gobernación de Abyan, Yemen, en marzo de 2011. Fue establecido después de que militantes islamistas asaltaron las ciudades de Jaar y Zinjibar, y AQAP declaró la región como un emirato islámico con Jaar como su capital.

## Historia
El Emirato Islámico de Abyan fue un estado autoproclamado por Al Qaeda en la Península Arábiga (AQAP) en marzo de 2011, en la Gobernación de Abyan, Yemen. AQAP tomó el control de las ciudades de Jaar y Zinjibar y declaró la región como un emirato islámico con Jaar como su capital. Durante su existencia, el Emirato Islámico de Abyan impuso la sharia o ley islámica en la región, aplicando una interpretación estricta de la ley islámica y estableciendo un régimen islamista en el área.
Sin embargo, en junio de 2012, las fuerzas yemeníes, con apoyo de la coalición liderada por Arabia Saudita, lanzaron una ofensiva militar para recuperar el control de la región. Después de intensos combates, las fuerzas yemeníes lograron recuperar el control de Jaar y Zinjibar, lo que obligó a AQAP a retirarse y llevó a la disolución del Emirato Islámico de Abyan después de aproximadamente un año de existencia. La disolución del Emirato Islámico de Abyan marcó un golpe significativo para AQAP en la región y demostró la determinación del gobierno yemení y sus aliados para combatir el extremismo islamista en el país.